# Tindáreo
En la mitología griega Tindáreo o Tíndaro (en griego Τυνδάρεος / Tundáreos; en ático, Τυνδάρεως / Tundáreōs) fue un rey de Esparta.

## Ascendencia, nacimiento y hermanos de Tindáreo
Los mitógrafos no se ponen de acuerdo acerca de la paternidad y maternidad de Tindáreo. En la fuente más antigua atestiguada a Tindáreo se le describe como el «prudente hijo de Ébalo», y por lo tanto pertenece por abolengo a la estirpe lacedemonia. En este contexto su madre era la ninfa náyade Batía, quien además también alumbró a Icario e Hipocoonte. El trono lacedemonio pasará de Cinortas a Ébalo, y de este a Hipocoonte.

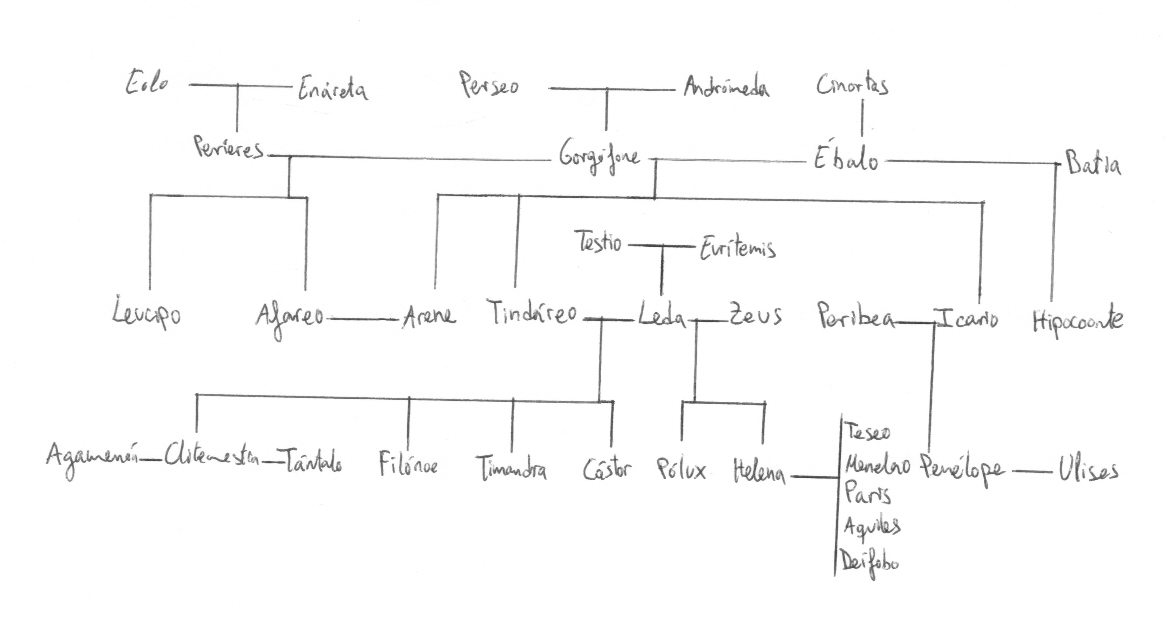
Genealogía de Tindáreo

No obstante en la versión posterior del mito a Tindáreo se lo imagina como hijo de Perieres —ya sea este hijo de Cinortas, ya de Eolo—. La esposa de Perieres y madre de Tindáreo no fue otra que Gorgófone, la hija de Perseo; en efecto Gorgófone también desciende del linaje lacedemonio a través del héroe epónimo Lacedemón. Tanto Apolodoro como Pausanias recogen la tradición del doble matrimonio de Gorgófone; se le considera la primera mujer griega en contraer segundas nupcias tras la viudedad. Gorgófone casó primero con Perieres con el que tuvo a Leucipo y Afareo, quienes pertenecen a la estirpe mesenia. Con su segundo marido, Ébalo, Gorgófone tuvo tres hijos: Tindáreo, Icario e Hipocoonte, que pertenecen propiamente a la estirpe laconia.

## Reinado de Hipocoonte, matrimonio con Leda y adquisición del trono de Esparta
Hipocoonte, tras la muerte de Ébalo y de erigirse como rey de Esparta, expulsó a sus hermanos Tindáreo e Icario. Estos huyen a Etolia, donde encuentran refugio en casa de Testio. Allí Tindáreo paga una ingente dote de bodas para desposar a Leda, hija de Testio y Eurítemis.
Debido a la actitud violenta y hostil de Hipocoonte y sus doce hijos, Heracles monta en cólera, por lo que les da muerte y restablece el trono de Esparta con Tindáreo como rey.

## Descendencia de Tindáreo
En el Catálogo de mujeres se nos dice que Leda subió al lecho de Tindáreo y esta le alumbró «a Timandra, a Clitemnestra de ojos de vaca, y a Filónoe, que en figura competía con las inmortales». Cástor y Polideuces, los llamados Dioscuros, habían nacido ambos de la unión entre Leda y Zeus, en tanto que Helena nació fruto de la unión entre Zeus y una oceánide innominada. Estos tres hijos de Zeus se criaron todos en el palacio real de Esparta, en donde fueron apadrinados por Tindáreo.
No obstante la versión más conocida es la que nos ofrecen los poetas posteriores. Se dice que Leda tuvo unión con Zeus y Tindáreo en la misma noche de bodas. Cástor y Clitemnestra nacieron de la unión convencional entre Leda y Tindáreo, pero Leda, tras haberse escondido de Zeus convirtiéndose en cisne, queda encinta de este, teniendo a Pólux y Helena como fruto de esta relación. De nuevo Tindáreo aceptó a Pólux y Helena como hijos propios. Una versión minoritaria nos habla también de otra hija de Tindáreo y Leda, llamada Febe. Cástor y Pólux serán finalmente divinizados por Zeus, por lo que no podrán acceder ninguno de ellos al trono de Esparta. Por último, Helena destacó por su sobrehumana belleza y su fatal atracción sobre muchísimos hombres poderosos.
Se dice que Tindáreo engendró una estirpe de hijas marcadas por la censura y la mala fama a través de la Hélade. Estesícoro dice que Tindáreo al hacer un sacrificio a los dioses se olvidó de Afrodita y que esta, irritada, hizo a sus hijas de naturaleza infiel. Hesíodo, en cambio, dice que Afrodita se puso celosa de las Tindárides y las zambulló en una mala fama. Así Timandra abandonó a Équemo por Fileo, y a su vez Clitemestra abandonó a Agamenón y se acostó con Egisto. Y es fama que Helena deshonró el lecho de Menelao fugándose con Paris.

## El juramento de los pretendientes de Helena. Boda de Helena con Menelao y de Penélope con Odiseo
Helena, al crecer, y debido a su gran belleza, será raptada por Teseo y Pirítoo, pero será liberada por sus hermanos y traída de vuelta a Esparta. Tras esto, Tindáreo considera que es el momento de casar a Helena, y ésta será solicitada por numerosos pretendientes, por lo que Tindáreo teme que puedan rebelarse los no elegidos.

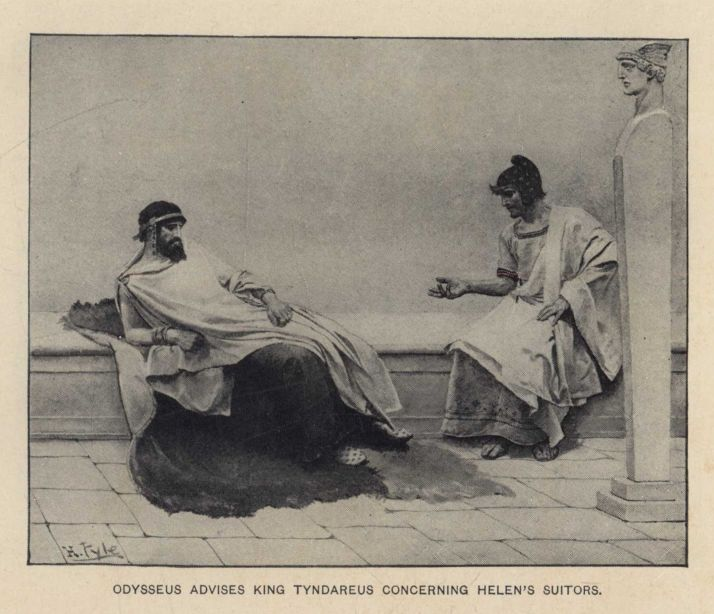
Grabado de 1905, de Howard Pyle: Tindáreo es aconsejado por Odiseo con respecto a los pretendientes de Helena.

Ante esta situación, Odiseo le aconseja que, antes de la elección, todos los pretendientes juren respetar y hacer respetar el matrimonio de Helena, así como ayudarla en caso de necesidad. A cambio, Odiseo pide que, en caso de no ser elegido como esposo de Helena, le sea concedida la mano de Penélope, hija de Icario y la náyade Peribea.
El elegido será Menelao, que recordará varios años más tarde el juramento, que obligará a numerosos jefes griegos a participar en la guerra de Troya. Odiseo, entre ellos, accederá a regañadientes pues estará disfrutando de su amor con Penélope, y no quería abandonarla. Tras la decisión de Helena, se celebrarán las dos bodas prometidas: La de Helena con Menelao, el elegido por ser el más rico de los pretendientes que se presentaron, y la de Penélope con Odiseo, en cumplimiento de lo acordado entre este y Tindáreo.

## Sucesión del trono de Esparta
Cinortas, padre de Ébalo, será sucedido por este. Tras su muerte, será Hipocoonte el que tomará el poder, junto con sus doce hijos, pero Heracles los derrotará y entregará el trono a Tindáreo, el cual confiará en su yerno Menelao, marido de Helena, como futuro rey de Esparta. Cuando ocurrió el rapto de Helena, Tindáreo aún vivía y, durante la guerra de Troya, casó a su nieta Hermíone, hija de Menelao y Helena, con Orestes, hijo de Agamenón y Clitemnestra. Será Orestes el siguiente rey de Esparta, cuyo heredero será Tisámeno, hijo suyo y de Hermíone.